# البير (حائل)
البير هو مركز إداري سعودي تابع لمحافظة الشنان، في منطقة حائل، بالمملكة العربية السعودية.

## الموقع
تضم البير العديد من المعالم التاريخية والأثرية الهامة، منها:
- السوق القديم: وهو سوق أثري يعود تاريخه إلى القرن الثامن الميلادي.
- المساجد القديمة: حيث تضم البير العديد من المساجد القديمة التي يعود تاريخها إلى قرون مضت.
- البيوت القديمة: حيث تتميز البير بالبيوت القديمة التي تعكس التراث العمراني للمنطقة.